# アンドリュー・ベースヴィッチ
アンドリュー・J・ベースヴィッチ・シニア（Andrew J. Bacevich, Sr、1947年 - ）は、アメリカ合衆国の国際政治学者。専門は、アメリカ外交。
イリノイ州生まれ。陸軍士官学校卒業後、アメリカ陸軍に勤務し、ベトナム戦争に従軍。湾岸戦争後に退役。
プリンストン大学でアメリカ外交史を専攻し、博士号取得。陸軍士官学校やジョンズ・ホプキンス大学で教鞭を執り、1998年からボストン大学の国際関係論教授。
ジョージ・W・ブッシュが指示する予防戦争に対して，「不道徳的、非倫理的、無分別」であると批判した 。
彼の息子も陸軍将校であったがイラク戦争で2007年5月に戦死した。

## 著書

### 単著
- American Empire: the Realities and Consequences of U.S. Diplomacy, (Harvard University Press, 2002).
- The New American Militarism: How Americans are Seduced by War, (Oxford University Press, 2005).
- The Limits of Power: the End of American Exceptionalism, (Metropolitan Books, 2008).

菅原秀訳『アメリカ・力の限界』（同友館、2009年）
- Washington Rules: America's Path to Permanent War (Macmillan, USA, 2010)

### 編著
- The Imperial Tense: Prospects and Problems of American Empire, (Ivan R. Dee, 2003).
- The Long War: A New History of U.S. National Security Policy since World War II, (Columbia University Press, 2007).

### 共編著
- War over Kosovo: Politics and Strategy in a Global Age, co-edited with Eliot A. Cohen, (Columbia University Press, 2001).
- The Gulf War of 1991 Reconsidered, co-edited with Efraim Inbar, (Frank Cass, 2003).